# Città-Stato arabe
Le città-Stato arabe sorsero sulle coste dell'Africa orientale, nel tratto che si estende da Mogadiscio in Somalia fino a Sofala in Mozambico, come colonie. L'immigrazione araba in questa vasta area cominciò durante il regno di Saba e continuò in epoca pre-islamica sotto il regno degli Himyariti; il sorgere dell'Islam contribuì a stimolarla. Non solo arabi, ma anche persiani e una minoranza di indiani - comunque importante in termini economici - sbarcarono su queste coste in ondate successive, tutti avvalendosi di varie tecniche di navigazione, ma soprattutto con l'aiuto dei monsoni, grazie ai quali arrivavano e ripartivano verso i luoghi di origine.

## Storia delle città-Stato arabe
Varie fonti testimoniano questi movimenti migratori dell'antichità: in primo luogo le cronache di Kilwa, Pate e Lamu; successivamente i resoconti dei viaggiatori e geografi arabi medievali; infine le cronache dei conquistatori portoghesi, la cui presenza in quest'area è documentata a partire dal 1498.

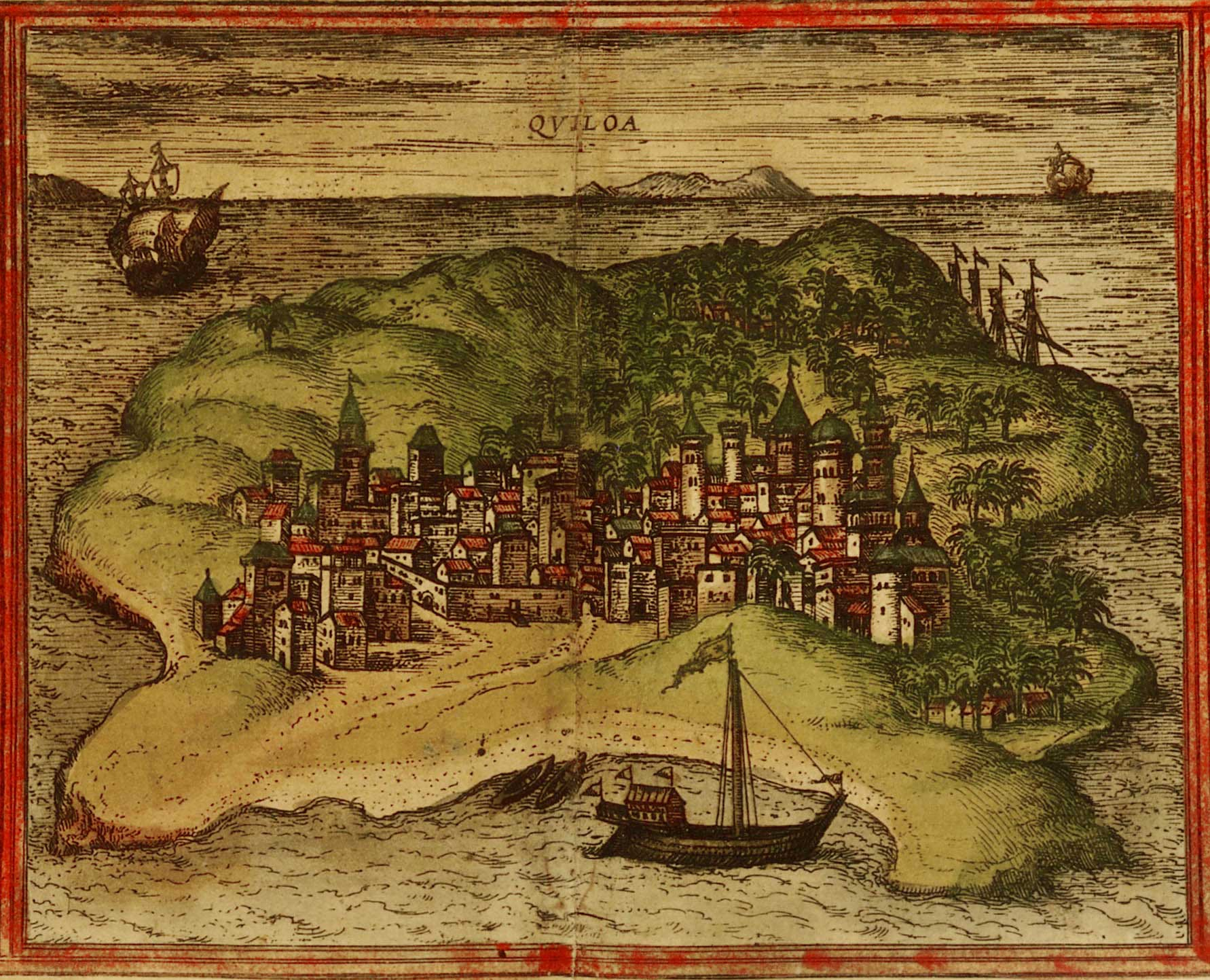
La ricca città di Kilwa, sulla costa della Tanzania, importante centro della civiltà swahili/shirazi. Illustrazione di Civitates orbis terrarum vol. I, di Georg Braun e Franz Hogenberg, 1572.

Le fonti arabe attestano varie ondate migratorie in Africa orientale dall'Oman e dal golfo Persico a partire dall'VIII secolo. I fatti storici sono sicuramente interpolati da leggende della tradizione orale islamica e africana, comunque l'insieme delle fonti attesta un lungo processo durante il quale la popolazione bantù, già residente nella zona, andò fondendosi con i nuovi gruppi etnici arabi, persiani e indiani fino a creare la popolazione swahili e la sua lingua, il kiswahili.
Gli arabi residenti nelle città costiere erano prevalentemente mercanti e controllavano il traffico di merci, mentre gli indiani li finanziavano e la popolazione africana autoctona interagiva con loro vendendo i propri prodotti, principalmente avorio e oro, ma anche schiavi e comprandone altri provenienti dall'India, dalla Cina e dalla penisola araba.
Racconta la tradizione che i primi a stabilirsi con le proprie famiglie sull'isola di Zanzibar nel 695-696 furono due fratelli, discendenti della dinastia Julanda e provenienti dall'Oman, da cui nel secolo VIII sarebbe sorto l'imamato ibadita. I due fratelli e sceicchi, Sulayman e Sa‘id, vittime delle conquiste arabe ordinate dal califfo Abdalmalik b. Marwan (685-705) ed eseguite dal governatore dell'Iraq al-Hajjaj, si rifugiarono nel "paese degli Zanj" -  probabilmente Mombasa, residenza del re degli Zanj, di cui parla Idrisi oppure l'isola di Zanzibar, nome derivato dal termine Zanj, che nell'antichità designava la popolazione nera di quest'area - portando con sé varie tribù. Ciò proverebbe che i contatti tra l'Oman e l'Africa orientale erano già consolidati all'epoca. Il medesimo califfo, Abdalmalik, nel 699 inviò alla costa dell'Africa orientale dei coloni siriani, i quali avrebbero fondato le città di Lamu, Pate, Malindi e Mombasa. Queste notizie sono contenute nelle cronache di Lamu e Pate.
La cronaca di Pate cita anche l'arrivo di coloni persiani agli ordini del califfo abbaside Hārūn al-Rashīd (786-809), che potrebbero essere i "sette fratelli" dell'oasi di al-Akhsa. Questi avrebbero fondato Mogadiscio e Brava tra la fine del IX e l'inizio del X secolo, stando a quanto racconta il portoghese João de Barros.
Kilwa, invece, dovrebbe essere stata fondata nel 957 o 975 da coloni persiani provenienti da Shiraz. Secondo la cronaca di Kilwa - di cui esistono tre versioni: in arabo, in swahili e in portoghese - membri della famiglia reale di Shiraz, in fuga per ragioni politiche, fondarono le città di Mandakha (Manda Kuu), di Shangu (oggi Chisimaio), di Pemba, di Mombasa e di Anjouan, nelle isole Comore, dove si parla una varietà di swahili.
Alla fine del periodo di immigrazione dal mondo arabo-islamico, inizia la fase di consolidamento delle singole città-Stato, che resteranno sempre tali e non verranno mai unificate sotto un'autorità statale più vasta come accadde per le città dell'Africa occidentale. Il periodo di rafforzamento delle città-Stato della costa swahili copre i secoli dal XIII al XV secolo e presto si assiste ad una politica aggressiva ed espansionista da parte di Kilwa e Pate. Sembra che Kilwa, in particolare, sviluppasse una supremazia marittima e mercantile, mentre Pate dominava l'entroterra. Il grande commercio di oro, con la città di Sofala al suo centro e che si estendeva fino al regno di Monomopata, fu controllato fino al secolo XII da Mogadiscio, per poi passare sotto il controllo di Kilwa fino all'arrivo dei portoghesi.
Il consolidamento del potere delle città-Stato incluse l'espansione del controllo sulle isole vicine alla costa, dalle quali aveva avuto inizio la colonizzazione araba. La fase espansionista di Kilwa, che fu di breve durata, coincise con il regno del sultano Dawud Ibn Sulayman (1131-1170), mentre Zanzibar raggiunse l'indipendenza solo nel secolo XIV e Pemba fu sempre attratta dal centro di potere costituito da Mombasa e Pate, più a nord. Kilwa mantenne comunque il controllo dell'isola di Mafia e Sofala fino alla metà del secolo XV. Pate conquistò un discreto potere sotto la dinastia omanita dei Nabahinam, una confederazione tribale che si avvantaggiò della discontinuità di potere degli imam ibaditi in Oman, tanto che verso il 1200 la città ne controllava altre, come Manda e Kitaka, dominio che mantenne fino al 1500 circa.

## Decadenza e fine delle città-Stato sulla costa dell'Africa orientale
Nel 1498 giunsero alla costa dell'Africa orientale i portoghesi, al comando di Vasco da Gama, il famoso esploratore ed il primo tra gli europei a circumnavigare il Capo di Buona Speranza nella spedizione che durò tre anni (dal 1497 al 1499) e che lo portò fino a Calicut, sulla costa indiana di Malabar. Nel corso della spedizione successiva, della durata di due anni (1502-3), ebbe inizio la colonizzazione di Mozambico e Sofala. La presenza portoghese sulle coste dell'Africa orientale e nell'oceano Indiano continuerà per ben due secoli e sconvolgerà l'intera organizzazione sociale ed economica di questa area.
Le città-Stato arabe della costa, prima fiorenti, soffriranno di un decadimento così forte da non risollevarsene più, malgrado gli stessi conquistatori portoghesi mettessero in atto strategie e sforzi per ripristinare la situazione anteriore.
Alcune città, come Kilwa e Sofala, spariranno senza lasciare quasi nessuna traccia, se non rovine; altre, come Mombasa, sopravviveranno a fatica, grazie al carattere combattivo degli abitanti. Quest'ultima città recupererà l'indipendenza in maniera definitiva solo nel 1698. Altre città-Stato, come Malindi, riusciranno a trarre vantaggio contro le antiche rivali dall'alleanza con i portoghesi; infine una minoranza di città, come Mogadiscio, rimasero miracolosamente intoccate dai grandi rivolgimenti accaduti in questa zona e in tutto l'oceano Indiano nei secoli che vanno dal XVI al XVIII.
Già pochi anni dopo la conquista portoghese della costa dell'Africa orientale, infatti, il sistema economico di commerci esistente tra la costa e l'entroterra africano era irrimediabilmente compromesso.
Kilwa, in particolare, che fino a quel momento era stata una città ricca ed elegante, venne abbandonata dai suoi abitanti, che non avevano più lo stesso ritorno economico nel continuare i loro commerci a causa delle pesanti tasse imposte dai portoghesi.
I portoghesi si erano spinti anche all'interno del paese, raggiungendo il regno di Monomopata, dove si estraeva l'oro di cui Sofala era il centro di raccolta ed avevano instaurato rapporti commerciali diretti con le tribù della zona, stroncando così alla radice il vecchio sistema di commerci che si erano sviluppati tra la costa e la regione dello Zambesi.
L'edizione portoghese della cronaca di Kilwa parla di un editto, emanato dai conquistatori all'inizio del secolo XVI, che offriva agli abitanti della città di tornare alle proprie attività in cambio di una maggiore libertà di commercio e con la promessa di una drastica riduzione delle tasse doganali imposte. Sembra che si fosse verificato un ritorno di massa ai commerci, ma alla fine ciò si dimostrò solo un palliativo giacché i guadagni dei dettaglianti non erano più gli stessi e i mercanti arabi furono costretti ad ampliare il raggio di azione per poter continuare ad essere in attivo. Fu questo il periodo in cui gli arabi si spinsero fino alla regione dei Grandi Laghi africani e i dhow arabi solcavano le loro acque. Furono di fatto aperte nuove vie di commercio e la rete dei contatti cambiò completamente.
Ma nel frattempo altre potenze europee (Francia, Germania e Inghilterra) erano giunte in Africa orientale e avevano dato inizio alla storia della colonizzazione europea.
L'apparire sulla scena di una economia di mercato monetaria, che riduceva drasticamente ogni forma di scambio diretto di merci, in primo luogo impedì la sopravvivenza dell'economia mista di baratto e moneta e successivamente ebbe conseguenze gravissime per la popolazione sia araba che swahili, che vedeva diminuire il proprio potere di acquisto e quindi il livello di vita in generale.
Alcune città-Stato, come Zanzibar e Mombasa, seppero trasformare la propria economia ed approfittare della nuova congiuntura economica, ma la maggioranza non riuscì ad adeguarsi alla nuova situazione, che richiedeva l'impiego di capitali più ingenti. Dopo la prima fase di riduzione generale dei commerci, subentrò un decadimento inarrestabile delle città-Stato della costa dell'Africa orientale.
Infine, la nascita della Compagnia delle Indie favorì l'aumento della popolazione indiana così che il debito dei commercianti arabi nei confronti dei finanziatori indiani si fece via via sempre più oneroso fino a costituire il colpo di grazia che stroncò definitivamente il piccolo e medio commercio gestito dagli arabi. Nel secolo XIX esso era praticamente scomparso.
Incontrò invece gran fortuna l'impresa commerciale del sultano Sayyid Said, che si fondava su grandi capitali e sul monopolio della produzione e del commercio del garofano in tutto l'oceano Indiano. Si diffuse allora la moda di fumare sigarette profumate al garofano, in India in particolare.